# Leopold von Lämmel
Leopold von Lämmel, uváděn též jako Leopold von Laemel nebo Lämel, narozený jako Simon (18. září 1790 Praha – 23. srpna 1867 Praha), byl český podnikatel a průmyslník. Patřil mezi přední a nejvlivnější bankéře a finančníky první poloviny 19. století. Byl německé národnosti, židovského původu. Od 30. let 19. století coby rakouský dvorní faktor byl jedním z hlavních finančníků rakouského státu, v 60. letech 19. století poslanec Českého zemského sněmu za pražský Josefov.

## Biografie

### Aktivity před rokem 1848
Jeho otec Simon von Lämmel byl velkoobchodník, který počátkem 19. století získal díky svým zásluhám o státní finance šlechtický titul. Leopold převzal firmu svého otce, respektive soukromý bankovní dům v Praze s filiálkou ve Vídni, neboť v té době byly v Praze pouze soukromé bankovní domy typu firem pražských finančníků vyšlých z židovského prostředí – Porgesů z Portheimu a Mořice Zdekauera. V roce 1825 se stal po založení Pražské spořitelny jejím ředitelem, která na konci století financovala pražské Rudolfinum. Od roku 1850 byl ředitelem pražské filiálky Rakouské národní banky. Vystupoval i jako finanční poradce vládních institucí, který podnikal rozsáhlé finanční operace v těsné kooperaci se státním aparátem. Patřil mezi nejbohatší Židy v rakouské monarchii a v jeho domě v Celetné ulici (čp. 559) býval často hostem i František Ladislav Rieger, jeho dceru učil češtinu Václav Hanka, taktéž udržoval styky s českou obrozeneckou společností.
Nejdražší staroměstské domy se nacházely na prestižních adresách, v případě Starého města především na tzv. Královské cestě vedoucí z Celetné ulice přes Staroměstské náměstí a dnešní Karlovu ulici až k mostu přes Vltavu; Celetná ulice tedy znamenala jistou prestiž, v níž bydleli zejména zámožní a dobře situovaní lidé. Prestižní lokalita těchto sídel představovala jednu z forem aristokratické reprezentace. Majitelem domu byl od roku 1822 Aron Eliáš, svobodný pán z Eichthalu, bavorský dvorní faktor, jehož dceru si Leopold v roce 1815 vzal, načež Leopold dům odkoupil v roce 1836 za 10 000 zlatých. Leopold byl mj. majitelem Millesimovského paláce, který odkoupil od hraběte Auersperga v roce 1860 za 89 000 zlatých.
Sám jako zámožný finančník působil od roku 1831 coby jeden z hlavních poskytovatelů úvěru rakouskému státu. Tradiční dvorní bankéři se tehdy zdráhali půjčku poskytnout, zatímco Lämmel nakonec dokázal pro erár zajistit úvěr ve výši 20 milionů zlatých (původně se jednalo o 8 miliónů zlatých, které chtěl Lämmel poskytnout sám, což si tehdy nemohl dovolit žádný z vídeňských bankéřů). Na císaře Františka II. Leopold udělal tímto postojem dojem a nařídil, aby byl ohledně státních půjček oslovován i Lämmel. Taktéž neuniklo všeobecné pozornosti, že tato nabídka nevzešla z hlavního města, ale z "provinční" Prahy.
Podílel se na vysokých státních úvěrech: 1832 - 48 milionů zlatých, 1833 - 35 milionů zlatých, 1834 - 25 milionů zlatých
V pražském společenském životě byl osobou požívající značné autority a ve vzpomínkách současníků vystupuje vždy jako "baron Lämmel", ač svobodným pánem nikdy nebyl. Ve Fričově vyprávění vystupuje Lämmel jako kultivovaný člověk zaujatý národohospodářskými otázkami, a je pravidelným návštěvníkem kavárny v královských lázních.
Lämmel byl považován za vůdčí osobnost v horních kruzích pražského měšťanstva. Zvláště důležité bylo jeho spojení s Anselmem Salomonem von Rothschildem, neboť oba stáli u počátků největší úvěrové instituce pro rozvoj obchodu a malého průmyslu - c. k. privilegovaného Kreditního ústavu pro obchod a živnosti, předchůdce dnešního Creditanstalt Bank Corporation. Mezi dalšími významnými podílovými akcionáři byli Fürstenbergové, kníže Jan Adolf II. ze Schwarzenbergu. Zakladatelé shromáždili 60 000 000 zlatých. Několik set lidí se shromáždilo před sídlem Salomona Rothschilda na Renngasse 11. prosince 1855, již den předem, kdy byl naplánován úpis akcií, načež jim dal po celou noc servírovat teplou polévku. Díky velkému zájmu cena akcií stoupla trojnásobně.
V roce 1828 předložil návrh na zřízení pražské peněžní burzy (byl zamítnut), o což se snažil i roku 1851, a roku 1841 navrhl dvorské komoře, aby byla v Praze založena privilegovaná eskontní banka, načež byl jmenován předsedou poradního výboru.
Leopold Lämmel byl spolu se svým otcem Simonem von Lämmelem mezi zakladateli akciové společnosti na výstavbu řetězového mostu v Praze přes řeku Vltavu.
Roku 1841 založil první přádelnu česané příze v Čechách s 2000 vřeteny. Podílel se na rozvoji labské říční dopravy a železniční sítě.

### Aktivity v roce 1848
Během revolučního roku 1848 se zapojil do veřejného života. Hned 11. března byl nominován do Svatováclavského výboru. Když v červnu 1848 vypuklo v Praze povstání (svatodušní bouře) a nastala vojenská konfrontace mezi povstalci a rakouskou armádou, Lämmel zprostředkoval jako člen delegace vyslané za velitelem Alfredem Windischgrätzem kompromis, na jehož základě byly zastaveny vojenské operace a Lämmel garantoval bezpečí pro státní zlaté rezervy uložené v obleženém městě.
Po uklidnění situace podnikl energické kroky k vydání moratoria na všechny směnky vydané v osudném červnovém týdnu, čímž na jedné straně zachránil Rakouskou národní banku před značnými ztrátami a na straně druhé znovu obnovil kredit pražského obchodnictva.

### Aktivity po roce 1848
Roku 1849 získal v Praze měšťanské právo a od roku 1849 zasedal v pražském obecním zastupitelstvu i v užší radě. V období let 1850–1856 byl členem české obchodní komory. Od roku 1850 byl členem výboru Ovčácké jednoty a od roku 1855 řádným členem c. k. vlastenecko-hospodářské společnosti. (Byl tchánem Jana Lambla.)
V roce 1856 získal Řád železné koruny, na jehož základě byl 17. dubna 1856 byl povýšen diplomem do rytířského stavu s predikátem rytíř Lämel (Ritter von Lämel).
Lämmel – tehdy jako prezident pražské Obchodní a živnostenské komory - spolu se společníky Metternichem a Alfredem Windischgrätzem žádal o koncesi na stavbu pozdější české západní dráhy. Koncesi František Josef I. schválil. Obsahem koncese bylo spojení do Bavorska resp. spojení z Prahy do Plzně až na bavorskou hranici, dále z Plzně přes Cheb až na bavorskou hranici, z Chebu do Karlových Varů a z Plzně do Budějovic. Taktéž byla zmíněna trasa z Holoubkova do Radnice a Vejvanova. Příslib 30 miliónů zlatých však vládě ve Vídni připadal příliš vysoký a částku o 10 miliónů snížila. Následkem toho se Lämmel se svými společníky koncese vzdal.
Po obnovení ústavního života v Rakouském císařství počátkem 60. let 19. století se zapojil i do zemské politiky. V zemských volbách v Čechách v roce 1861 byl zvolen v městské kurii (volební obvod Praha-Josefov) do Českého zemského sněmu. Politicky se orientoval jako stoupenec německého centralistického tábora a odpůrce českých federalistických aspirací.
Patřil mezi nejbohatší lidi v Čechách. V 60. letech 19. století náležel mezi několik podnikatelských a bankéřských osobností, které pronikly mezi stovku největších pozemkových vlastníků v Čechách (drtivou většinu těchto nejmovitějších velkostatkářů tvořila jinak historická šlechta). Leopold na sklonku svého života kupuje spolu s Rakouským úvěrním ústavem pro obchod a průmysl, v němž měl velký vliv, u Národní banky ve Vídni pardubické panství. Jako letní sídlo využíval svého času se svou rodinou letohrádek Dvůr Háje, který stál přímo na královské cestě z Pražského hradu na Karlštejn. Původní statek obhospodařoval pole a lesy v širokém okolí. Ve čtvercovém půdorysu jsou dnes zbytky stájí, sýpek a stodola. Podle svého prvního majitele se mu v minulosti říkalo i Angelovský dvorec.
Angažoval se ve prospěch pražské židovské obce. Zasadil se o zachování starého židovského hřbitova v Praze-Josefově, podporoval židovské pohřební bratrstvo, pomáhal odstraňovat následky epidemie cholery roku 1832 a financoval nadace pro chudé spoluobčany a další veřejné projekty nejen v Praze, ale i v židovských obcích v Kolíně nebo Teplicích.

### Rodina
Leopold se s velkou pompou oženil 22. 8. 1815 s dcerou bankéře, obchodníka s tabákem a bavorského dvorního faktora Arona Eliase Seligmanna, jemuž Maxmilián I. Josef Bavorský za své mimořádné služby udělil roku 1814 baronát (Aaron Elias Freiherr von Eichthal), Sofií svobodnou paní von Eichthal (Julie Sophie von Freiin Eichthal), s níž měl tři dcery: Augustu, Julii a Marii, čímž jeho rod vymřel po meči.
Nejstarší Augusta se výhodně provdala za francouzského svobodného zednáře, bankéře, průmyslníka a politika Leopolda Javala, jenž významně tímto sňatkem rozšiřuje své podnikání. S Javalem měla Augusta 6 dětí. Javal v roce 1835 investoval kapitál ve výši 900 000 dolarů do dolů v Provence, založil veřejné lázně na Seině, za 10 let ztrojnásobil kapitál. Převzal vedení nad rodinným podnikem a investoval velké jmění do železnic, výstavby městských odpadních vod a nákupu pozemků. Jméno Javal znamenalo stejnou prestiž jako prominentní rodiny a finanční dynastie Fould a Rothschild.
Marie se stala ženou Jana Nepomuka Čermáka, žáka J. E. Purkyněho, lékaře a fyziologa, průkopníka klinické laryngoskopie.
Julie uzavřela sňatek s obchodníkem Ludwigem Ladenbergem, jehož vnuk zakládá bankovní dům v Mannheimu WH Ladenburg & Sons.
Leopold měl šest sester, které se velmi výhodně provdaly do zámožných rodin. Elise se provdala za velkoobchodníka Heinricha Herze, jejichž dcera Mathilda konvertovala ke katolictví, aby se mohla provdat za barona Karla Drahotína Villaniho, v tomto případě dostala velké věno a Mathilda si tak „koupila“ titul, takže tento svazek byl výhodný pro obě strany. Manželem Terezie byl pražský velkoobchodník Hermann Wiener, jejichž syn Eduard se stal známým vídeňským bankéřem, který byl později povýšen do rytířského stavu. Franziska se stala chotí Leopolda Jerusalema, velkoobchodníka a továrníka v Praze, později byl povýšen do šlechtického stavu. Luisa se provdala za mnichovského obchodníka Lipmanna Marxe, jejichž syn Ludwig byl správním radou banky Bodencreditantstallt, později povýšen do rytířského stavu. Ida si vzala vídeňského obchodníka Karla Fleischla, který byl později povýšen do šlechtického stavu. O osudech dalších dvou sester Karoliny a Anny chybějí informace.
V Praze v ulici Dykova čp. 1165 sídlil od roku 1858 Nadační dům Babety (rozené Duschenesové) z Lämmlů (maminka Leopolda a manželka Simona z Lämmelu), jednalo se o starobinec pro pražské židy. V roce 1942 byl zrušen, většina osazenstva domu byla deportována do táborů na východě a zahynula.
Leopold je pochován se svou manželkou baronkou von Eichtal ve Vídni na židovském hřbitově v obvodu Währing, kde je pochován i jeho otec Simon von Lämmel.